# Skedvi kyrkby
Skedvi kyrkby is een plaats in de gemeente Säter in het landschap Dalarna en de provincie Dalarnas län in Zweden. De plaats heeft 185 inwoners (2005) en een oppervlakte van 39 hectare.